# Nomada verna
Nomada verna är en biart som beskrevs av Otto Schmiedeknecht 1882. Nomada verna ingår i släktet gökbin, och familjen långtungebin. Inga underarter finns listade i Catalogue of Life.
Arten förekommer med flera från varandra skilda populationer i centrala och södra Europa från Italien till Rumänien och söderut till Cypern. I Tjeckien är den antagligen utdöd. Arten är en boparasit på andra bin som Andrena tscheki.
Det är inget känt om populationens storlek och möjliga hot. IUCN listar arten med kunskapsbrist (DD).